# Hovops
Hovops là một chi nhện trong họSelenopidae.

## Các loài
- Hovops dufouri (Vinson, 1863)
- Hovops legrasi (Simon, 1887)
- Hovops madagascariensis (Vinson, 1863)
- Hovops mariensis (Strand, 1908)
- Hovops modestus (Lenz, 1886)
- Hovops pusillus (Simon, 1887)